# 村崎百郎
村崎 百郎（むらさき ひゃくろう、本名：黒田 一郎、1961年 - 2010年7月23日）は、日本の鬼畜系・電波系ライター、編集者、翻訳家、漫画原作者。妻は漫画家の森園みるく。
生まれつき「電波」を受信する特異体質であると自称し、狂気に満ちた特異なキャラクターと豊富な知識で書かれる秀逸かつ猟奇的な文章で「鬼畜系」の地位を築き「電波系」という言葉を定着させた。

## 概要
村崎百郎は『月刊漫画ガロ』（青林堂）1993年10月号の特集「夜、因果者の夜」で特殊漫画家の根本敬によるゴミ漁りのインタビューで「村崎百郎」としてメディアに初登場。その後、世紀末の鬼畜ブーム・悪趣味ブームにおいて「すかしきった日本の文化を下品のどん底に叩き堕とす」ことを目的に1995年より「鬼畜系」を名乗り、この世の腐敗に加速をかけるべく「卑怯&卑劣」をモットーに日本一ゲスで下品なライター活動を始めると宣言。
ゴミ漁りのノウハウを詳細に解説した『鬼畜のススメ』（データハウス）や自身の電波体験を綴った『電波系』（太田出版）といった著書を世に送り出し、1990年代から2000年代にかけて活動した。
ペンネームの「村崎百郎」は本名の「黒田一郎」をもじったもので、「村崎」はキチガイ色の「紫」に由来し、「百郎」は本名の「一郎」から鬼畜度を百倍にして付けたという。また、村崎百郎の敬愛する小説家のウィリアム・S・バロウズの短編小説『ムラサキいいヤツやって来る』もペンネームの由来であると村崎は発言している。

## 生涯

### 生い立ち
1961年に北海道で生まれる。小学三年の時に過疎の田舎に転居するが、そこで陰湿ないじめを受ける。村崎によれば小学五年の夏に海で溺れかけた際に宇宙の始まりを目撃し、その神秘体験によって村崎は大きな解放感と充足感を得るが、同時に凶悪な「何か」が身体に侵入し、鬼畜活動に邁進する使命を帯びたと述べている。この体験以降、村崎はいじめっ子達への凄惨な復讐に明け暮れる荒廃した日々を送っていたとしている。
北海道倶知安高等学校を経て上京し、明治大学文学部を卒業。その後、製粉工場に勤務する傍ら、1987年より出版社のペヨトル工房に勤務し、雑誌『夜想』『銀星倶楽部』の編集を行う。また同社ではウィリアム・S・バロウズ、フィリップ・K・ディック、キャサリン・ダンの単行本の翻訳なども手がけていた。後に共同作業者となる根本敬や青山正明とは、ペヨトル工房の雑誌『銀星倶楽部16』（1992年8月発行）のクローネンバーグ特集で仕事を発注した縁から知り合う。これについて、ペヨトル工房の同僚編集者であった木村重樹は「少なくともクローネンバーグ特集が企画されていなかったら『危ない1号』もあの顔ぶれで世に出ることはなかった」「鬼畜・悪趣味ブームの源泉のひとつは、まさにこの辺りに端を発していたのかもしれない」と回想している。

### メディアデビュー
漫画雑誌『ガロ』1993年10月号の特集「根本敬や幻の名盤解放同盟／夜、因果者の夜」で根本敬によるインタビューで「村崎百郎」としてメディアに初登場する。この際に工員と名乗り、工員風の似顔絵つきで紹介されている（ペヨトル工房勤務だから「工員」にしたとのこと）。続けて『宝島30』1994年8月号でも根本の連載「根本敬の人生解毒波止場」で33歳の工員としてゴミ漁りのインタビューが掲載された。
その後、世紀末に端を発した鬼畜ブーム・悪趣味ブームの中でライター活動を本格化させ、ブームの到来を宣言した『ユリイカ』1995年4月臨時増刊号「総特集=悪趣味大全」に「ゲスメディアとゲス人間／ワイドショーへの提言」と題した原稿を寄稿、これがライターデビューとなる。
この原稿の中で村崎は「電波」と自称する神や悪魔の声（あるいは他人の妄想や悪意）が生まれつき常時聞こえてくるという「電波系」の特異体質であることを打ち明け、熟練した現在では「電波」に流されることなく感情をうまくコントロール出来ていると語っている。その後も精神病理専門誌『imago』（青土社）に「電波」にまつわるエッセイを複数回執筆する。また幻想文学に傾倒していた村崎はアントナン・アルトーやウィリアム・S・バロウズについての電波評論を『ユリイカ』（青土社）に度々寄稿しており、それらの原稿は没後『村崎百郎の本』（アスペクト）に再録された。

### 鬼畜ブーム到来
1995年より青山正明率いる東京公司編集の伝説的な鬼畜系ムック『危ない1号』（データハウス）に参加し、ゴミ漁りルポ「ダスト・ハンティング＝霊的ゴミ漁り」「勝手にゴミュニケーション」を寄稿、一躍同誌の看板作家となる。
その後、青山正明のアドバイスで紫頭巾の覆面キャラクターを形作り、雑誌『SPA!』1995年11月1日号の特集「電波系な人々大研究―巫女の神がかりからウィリアム・バロウズ、犬と会話できる異能者まで」でメディアに初登場する。のちに本記事をもとに膨大量の語り下ろし談話を加味して加筆訂正を行った単行本『電波系』（太田出版）を根本敬との共著で1996年9月に上梓する。
1996年1月10日には新宿ロフトプラスワンで20世紀末最悪のトークライブ「鬼畜ナイト」を主宰する。このイベントは『危ない1号』第2巻「キ印良品」刊行記念、および東京公司新年会、並びに大麻取締法違反で昨年保釈されたばかりの青山正明を励ます会を兼ねたもので、村崎を中心に青山正明、吉永嘉明、柳下毅一郎、根本敬、佐川一政、夏原武、釣崎清隆、宇川直宏、石丸元章、クーロン黒沢など30人以上の鬼畜系文化人が登壇し、キャッチコピーにある通り「誰もがいたたまれない気分に浸れる悪夢のトークセッション」を繰り広げた、伝説のトークセッションとなった。このイベントの模様は同年8月に『鬼畜ナイト 新宿でいちばんイヤ～な夜』（データハウス）として書籍化され、7万部を売り上げるヒットを記録する。また、この成功は創業まもない新宿ロフトプラスワンの名を世に広く知らしめるきっかけとなった。
1996年7月には、村崎百郎の処女単行本にして唯一の単著『鬼畜のススメ 世の中を下品のどん底に叩き堕とせ!! みんなで楽しいゴミ漁り』（データハウス／東京公司）が青山正明の監修で刊行された。著者略歴では、1961年シベリア生まれ。最終学歴は中卒。1980年に上京。凶悪で暴力的な性格が災いし、陰惨な傷害事件をくり返しながら多くの工場や工事現場を転々とする。1995年より「すかしきった日本の文化を下品のどん底に叩き堕とす」ために「鬼畜系」を名乗り、この世の腐敗に加速をかけるべく「卑怯&卑劣」をモットーに日本一ゲスで下品なライター活動をはじめるとしていた。なお『鬼畜のススメ』は“鬼畜的生き方の入門書”として、ゴミ漁りのノウハウを詳細に解説している本であり、村崎がゴミ集積場から日々持ち帰った種々のゴミを通して人間の生活や精神構造、更には思想までをも事細かに分析する様子が綴られている。

本書では、他人のゴミを漁ってプライバシーを暴き出すダスト・ハンティング（霊的ゴミ漁り）が紹介されている。村崎はまえがきで本書のテーマを次のように語った。
『鬼畜のススメ』刊行の2ヶ月後、村崎百郎は「電波系」にまつわる体系的な考察を行った単行本『電波系』（太田出版）を特殊漫画家の根本敬との共著で1996年9月に上梓した。これは『SPA!』1995年11月1日号の特集「電波系な人々大研究──巫女の神がかりからウィリアム・バロウズ、犬と会話できる異能者まで」に掲載された対談記事をもとに、膨大量の語り下ろし談話を加味して単行本化したものである。村崎は『電波系』のあとがきでも次のように語っている。「だから、もう電波に対してそんなに真剣に悩まなくてもいいんだ。好きに生きろよ」

『危ない1号』の後継誌『危ない28号』（データハウス）では「世紀末鬼畜放談」と題したエッセイを連載したほか、ミリオン出版の月刊誌『GON!』に「汚物童子・村崎百郎の勝手に清掃局／隣の美女が出すゴミ」と題したゴミ漁りの連載を1995年10月号から1999年5月号まで行う。その後も同誌に「村崎百郎の魁!!鬼畜塾!」を1999年7月号から2001年5月号まで連載していた。
悪趣味ブームの他のライターは記事は鬼畜だが、ライター本人はまともというスタンスであったが、村崎は自身も異常であるというキャラクターに則りつつ、執筆活動を行っていたのが特徴であった。公の場に登場する際や書籍などに写真が掲載される際には、常に頭部を全て覆う紫色の頭巾（片目の部分に穴が開いている）を被って素顔を隠していた。自称していたプロフィールについても、真偽のほどや詳細は不詳となっていたが、2001年に出版社ペヨトル工房の回顧録『ペヨトル興亡史─ボクが出版をやめたわけ』に村崎百郎の名義で寄稿し、週1回のボランティアを経てペヨトル工房のアルバイトになり、さらに同社の社員になっていたことを自ら明かしていた。

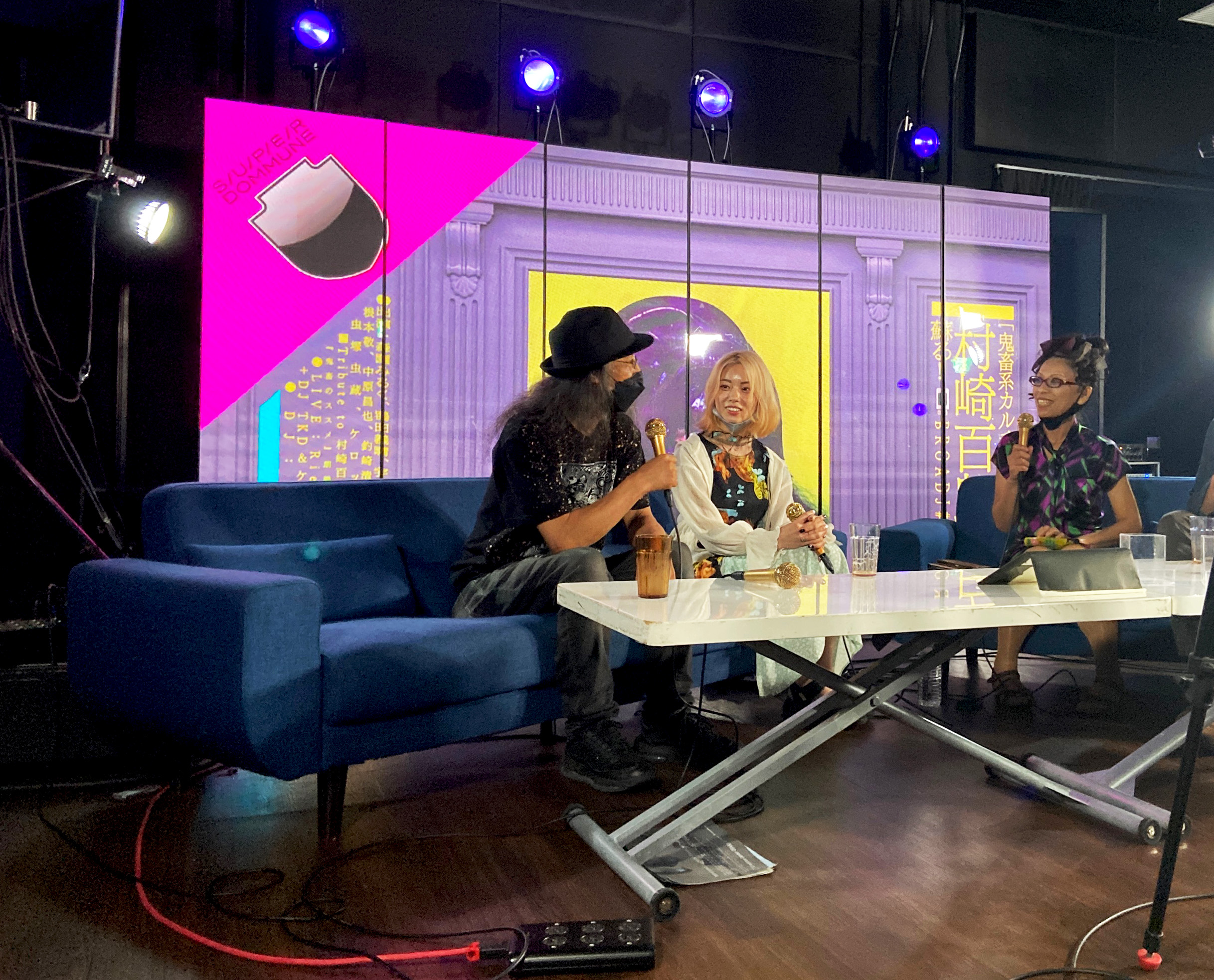
左から村崎をプロデュースした特殊漫画家の根本敬、村崎の姪で占い師の黒田有南、村崎の妻で漫画家の森園みるく（2022年8月24日に撮影）

妻の森園みるくは、村崎が原作を担当した漫画の共同執筆を行っていたほか、マネージメントや資料集め、食事などのサポートをしていた。生前の村崎は『危ない28号』の連載「世紀末鬼畜放談」において、森園とは同棲しており内縁の妻だとしていたが「村崎百郎」のパブリックイメージに反するとして結婚していることは認めていなかった。2人が結婚したとする記事には抗議して、セックスだけの関係と訂正するように要求していた。
2000年からはアスキーの3DCG専門雑誌『ウルトラグラフィックス』で唐沢俊一との時事放談『社会派くんがゆく!』の連載を開始。同誌休刊後はアスペクトのウェブサイトに移籍し、2010年7月15日まで全102回にわたり連載された。しかし、この連載は村崎百郎の仕事としては評価が低く、ライターのばるぼらは「鬼畜・悪趣味が飽きられてリアル・実話誌系に移行していった1990年代から2000年代への流れとシンクロした内容だが、村崎の発言は常に挑発的で鬼畜を軸としているものの、ゲスな口調を除けば、回を重ねるごとに倫理的なものになっている。インターネットの普及によるゲスな妄言の大衆化、現実が妄想を追い越したような最低な事件の数々が、村崎を相対的にまともに見せてしまっている」と解説していた。

### 刺殺
2010年7月23日午後5時頃、村崎は読者を名乗る32歳の男性に東京都練馬区羽沢の自宅で48ヶ所を滅多刺しにされ殺害された。48歳没。自ら警察に通報して逮捕された容疑者は精神病により通院中で、精神鑑定の結果、統合失調症と診断され不起訴となった。
練馬警察署の調べによると、当初犯人は根本敬を殺害する予定だったが根本が不在だったため、標的を変更して『電波系』（太田出版）の共同執筆者であった村崎の自宅に向かったという。なお犯行時に妻の森園みるくは食事に出かけており、難を逃れている。
不可解なことに事件の一週間前から村崎は「もう俺殺されるから。きちがいに。電話も盗聴されてるから」「俺はこの部屋でキチガイに包丁で殺される、ごめん」と森園や周囲の人間に語るなど自身の死を予言しており、それまで全く興味のなかった生命保険にも事件直前に加入していたことが後に判明している。また村崎が死の直前まで使っていた仕事用のパソコンには「ミズの中からさざ波を立てて移動しながら浮かび上がる十字架のイエス像」という文章が遺されていたという。
事件報道で本名が「黒田一郎」であることや、実際は北海道出身で、最終学歴は明治大学文学部卒業であり、ペヨトル工房に勤務していたことが公になった。ちなみに『危ない1号』第2巻の著者紹介では、黒田一郎と村崎百郎の両名が別々に記載されており、この中で黒田は「61年、北海道生まれ、編集者兼ライター。芸術や文学の中の、極めて特殊な分野の編集を長年地道に行ってきた。性格は温厚で人当たりも良く『誠実編集』をモットーにコツコツとまじめに働くタイプ」と紹介されているのに対し、村崎は「61年、シベリア生まれ。工員兼ライター。鬼畜系にして、数千チャンネルの電波を受信する電波系のキ○ガイ」と紹介されていた。

### 没後
2014年4月よりデータハウスの鵜野義嗣社長が運営している静岡県伊東市の博物館『まぼろし博覧会』内に常設展示「村崎百郎館」が開設された。この施設では村崎が生前集めた数多くのゴミなどが展示されている。また村崎が集めた膨大な蔵書類は森園によって一部が明治大学図書館に寄贈された。
村崎の死後、森園の周辺では不可解な心霊現象が度々起こり、7回忌にあたる2016年7月23日には村崎が生前使っていたノートパソコンに村崎の目のような模様が浮かんでいたという。森園はこの出来事を切っ掛けに事件前後の状況を漫画化した実録エッセイ漫画『私の夫はある日突然殺された』を2017年に発表し、電子書籍配信サイト『めちゃコミック』『Renta!』より配信中である。
10回忌を迎えた2020年7月23日には長らく絶版になっていた村崎の処女作にして唯一の単著である『鬼畜のススメ』が電子書籍として復刊された。

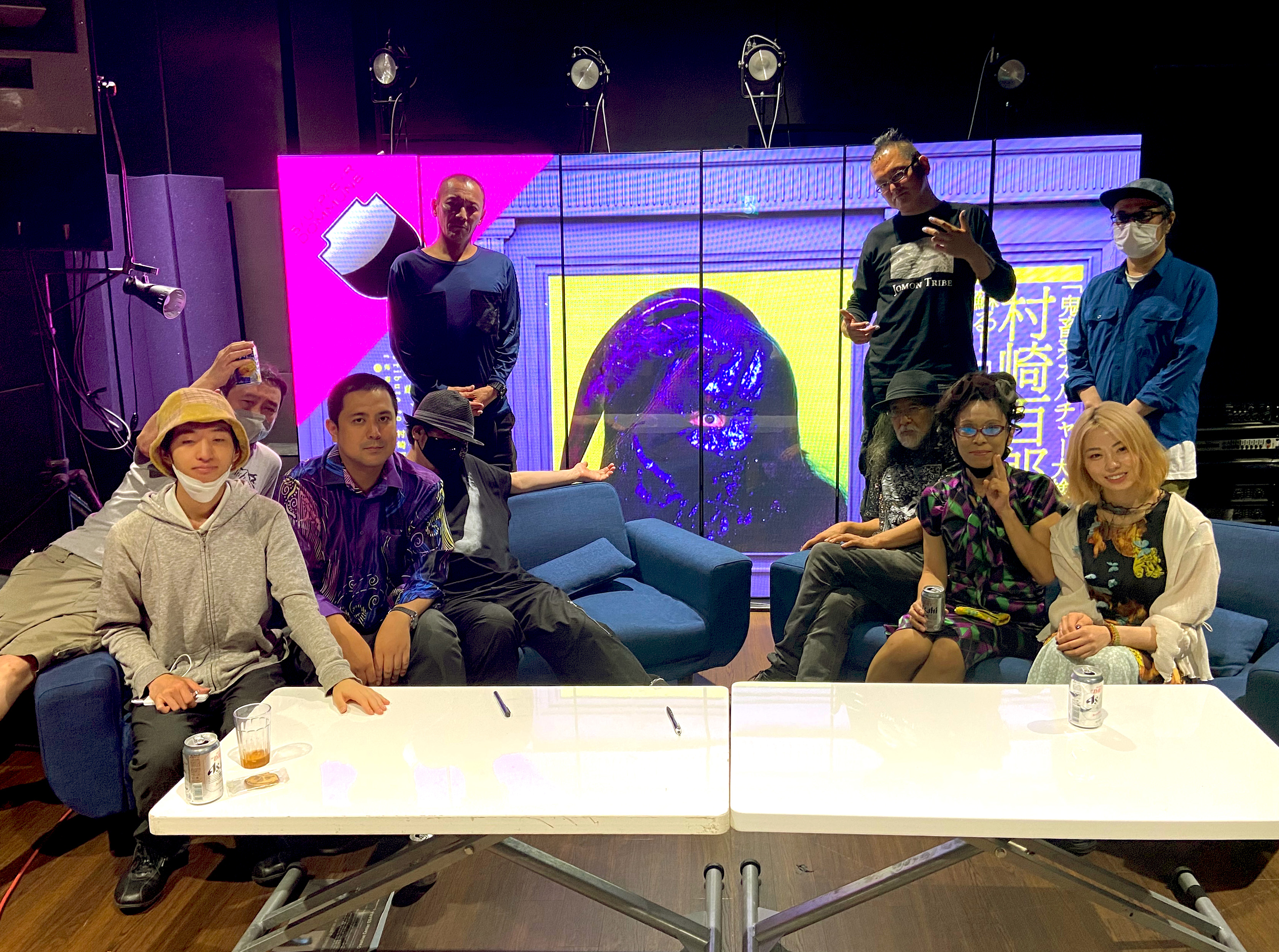
ライブストリーミング放送局『DOMMUNE』で2022年8月24日に放送された『鬼畜系カルチャー大検証! 村崎百郎が蘇る!』の出演者一同。

2022年8月24日、鴇田義晴の論考「村崎百郎論―90年代サブカルチャーと倫理」が、すばるクリティーク賞を受賞したことを受けて、ライブストリーミング放送局『DOMMUNE』で5時間特集『鬼畜系カルチャー大検証! 村崎百郎が蘇る!』が放送された。出演者は、森園みるく、鴇田義晴、宇川直宏、ばるぼら、根本敬、中原昌也、釣崎清隆、黒田有南、虫塚虫蔵、好事家ジュネ、ケロッピー前田。番組内では、村崎の生前の肉声や、村崎の十三回忌に恐山でイタコの口寄せを行った際に「自分の血が飛び散ってるのを見て、とても綺麗に見えたんだ」とイタコが述べた音声も放送された。それ以外には、宇川直宏や虫塚虫蔵によって19世紀から始まる鬼畜系サブカルチャー史の歴史的総括が試みられたほか、釣崎清隆を交えて混迷をきわめるウクライナ情勢にも言及された。番組の最後では、伝説のロックバンド「ガセネタ」の伝記的小説『ガセネタの荒野』（大里俊晴）にある「古本屋で百円で売っている本のようなものであってほしい」という文章が鴇田によって引用され、ジャンクさゆえに一歩引いて村崎を捉えるべきとする批評精神が語られた。それと同時に鴇田は、ウィリアム・バロウズの評伝本『たかがバロウズ本。』（山形浩生）を援用し、村崎への敬愛と共に「たかが、村崎百郎。されど、村崎百郎。」と形容して番組は締め括られた。

## 著書

### 単著
- 『鬼畜のススメ 世の中を下品のどん底に叩き堕とせ!! みんなで楽しいゴミ漁り』データハウス 1996.7

### 共著
- 『危ない1号』東京公司 データハウス 1995-1997 ※村崎百郎と黒田一郎の両名義で編集に参加
- 『ジ・オウム』太田出版 1995.10 ※村崎百郎と黒田一郎の両名義で寄稿
- 『鬼畜ナイト』東京公司 データハウス 1996.8 ※企画および編集に参加
- 『電波系』根本敬 太田出版 1996.9 ※電波系にまつわる体系的な考察を行った書
- 『夜、因果者の夜』幻の名盤解放同盟 ペヨトル工房 1997 ※黒田一郎名義で編集に参加
- 『電波兄弟の赤ちゃん泥棒』木村重樹 河出書房新社 1998
- 『危ない28号』データハウス 1998-1999
- 『社会派くんがゆく!』唐沢俊一 アスペクト 2001
- 『社会派くんがゆく! 激動編』唐沢俊一 アスペクト 2003
- 『社会派くんがゆく! 死闘編』唐沢俊一 アスペクト 2004
- 『社会派くんがゆく! 逆襲編』唐沢俊一 アスペクト 2005
- 『社会派くんがゆく! 維新編』唐沢俊一 アスペクト 2006
- 『社会派くんがゆく! 乱世編』唐沢俊一 アスペクト 2006
- 『社会派くんがゆく! 復活編』唐沢俊一 アスペクト 2008
- 『村崎百郎の本』アスペクト 2010 ※死後、京極夏彦や根本敬などの関係者の証言や、本人が遺した文章などから綴った書

### 電子書籍
- 『鬼畜のススメ 世の中を下品のどん底に叩き墜とせ!! 村崎百郎のパンデミック時代を生き延びろ!』百郎文庫 2020.7  ※会田誠、春日武彦、香山リカ、木村重樹、京極夏彦、都築響一、中原昌也、藤本由香里、宮西計三、根本敬、森園みるくらが寄稿した増補改訂版

## 漫画原作
以下のすべて、森園みるく作画
- 『悪魔の帰還 サターン・リターン』太田出版 1998.10
- 『メランコリア』ソフトバンククリエイティブ 1999.3
- 『「鬼畜街」エピソード1「ケツの戦慄」』データハウス『危ない28号』第5巻 1999.11 ※連載予定だったが、2000年1月に発生した爆弾事件の犯人が掲載誌『危ない28号』の記事を参考に爆発物を作ったと証言したため、即日廃刊となり未完。単行本未収録
- 『フィータス 人間未満』筑摩書房 2000.7
- 『鬼畜流ディープスロット』竹書房 2001.10
- 『シンデレラ 世界一美しい残酷童話』双葉社 2002.11
- 『黒衣のヴィーナス 森園みるくミステリー選集』双葉社 2003.5
- 『氷の涯』双葉社 2003.10
- 『まぼろしの街 廃墟をめぐる闇と恐怖』双葉社 2004.4
- 『まんがグリム童話 クレオパトラ氷の微笑1』ぶんか社 2005.2
- 『まんがグリム童話 クレオパトラ氷の微笑2』ぶんか社 2005.2
- 『まんがグリム童話 クレオパトラ氷の微笑3』ぶんか社 2005.2
- 『まんがグリム童話.クレオパトラ氷の微笑4』ぶんか社 2005.3
- 『まんがグリム童話 クレオパトラ氷の微笑5』ぶんか社 2005.3
- 『まんがグリム童話 エリザベート・バートリー女たちの悪夢』ぶんか社 2005.10
- 『極妻母ちゃんドタバタ日記』ぶんか社 2006.7
- 『極妻母ちゃんドタバタ日記2』ぶんか社 2007.3
- 『実録!銀座ホステス物語 元銀座ホステスが大告白!』ぶんか社 2007.10
- 『夜の果ての旅』マンガ図書館Z
- 『ワイルドガーデン』マンガ図書館Z
- 『ジキルとハイド』 - ぶんか社『ほんとうに怖い童話』2010.12

## 雑誌連載・寄稿・インタビュー
| 記事名 | 所載 |
| --- | --- |
| 書評『GNOSIS』カバラ、錬金術、アントン・ウィルソン、怪しい! | INFAS『STUDIO VOICE』1993年9月号 |
| 因果者列伝 村崎百郎インタビュー | 青林堂『月刊漫画ガロ』1993年10月号特集「根本敬や幻の名盤解放同盟／夜、因果者の夜」 幻の名盤解放同盟『夜、因果者の夜』ペヨトル工房 1997年11月                                                  |
| 根本敬の人生解毒波止場 ゴミの求道者・村崎百郎の巻 | 宝島社『宝島30』1994年8月号 根本敬『人生解毒波止場』洋泉社 1995年9月（幻冬舎文庫 2010年12月）                                                                                                 |
| セイショーネンの成人映画遍歴 | ペヨトル工房『銀星倶楽部』19号「桃色映画天国 1980-1994」1994年10月発行 |
| ゲスメディアとゲス人間──ワイドショーへの提言（※自称デビュー原稿） | 青土社『ユリイカ』1995年4月臨時増刊号「総特集=悪趣味大全」 |
| 書評『ノヴァ急報』W・S・バロウズ | INFAS『STUDIO VOICE』1995年6月号 |
| Flesh Paper（肉新聞） | 白夜書房『Crash』1995年7月号 大亜出版『BACHELOR』1995年8月号 |
| ダスト・ハンティング＝霊的ゴミ漁り | データハウス『危ない1号』第1巻「特集／ドラッグ」（1995年7月） |
| 動物はともだち | データハウス『危ない1号』第1巻「特集／ドラッグ」（1995年7月） |
| がんばれゲスメディア 鬼畜ワイドショー妄想批評／今月のゲス大賞 | ミリオン出版『GON!』1995年8月号 - 9月号 |
| 汚物童子・村崎百郎の勝手に清掃局／隣の美女が出すゴミ | ミリオン出版『GON!』1995年10月号 - 1997年5月号 アスペクト編『村崎百郎の本』2010年11月（一部抜粋）                                                                                             |
| 電波と妄想 | 青土社『imago』1995年9月号（特集：狂気と妄想） 単行本『電波系』（太田出版）収録時 「電波の種類──妄想鬼畜ゲス人間が明かす電波の本性」に改題                                                    |
| ゲス事件／ゲスメディア／ゲス視聴者 | 椹木野衣＋木村重樹編『ジ・オウムサブカルチャーとオウム真理教』太田出版 1995年10月 |
| 導師（グル）なき時代の覚醒論（黒田一郎名義） | 椹木野衣＋木村重樹編『ジ・オウムサブカルチャーとオウム真理教』太田出版 1995年10月 |
| 電波系の正体を解き明かす電波対談ここに開催!（対談／根本敬×村崎百郎） | 扶桑社『SPA!』 1995年11月1日号 単行本『電波系』収録時 「オレたちを通り過ぎていった電波たち」に改題                                                                                            |
| 電波とアルトー そしてドラッグ | 青土社『ユリイカ』1995年12月号「増頁特集＝サイケデリア」 単行本『電波系』（太田出版）収録時 「あらかじめ壊れた人間たちにとっての電波とドラッグ」に改題 アスペクト編『村崎百郎の本』2010年11月 |
| 身体拡張のどす黒い欲望について | 青土社『imago』1996年2月号「特集：ボディ・デザイン」 単行本『電波系』収録時 「妄想電波と身体拡張─暴走する想像力の最果て」に改題                                                               |
| 読書（想像力と妄想力を鍛える鬼畜的読書のススメ／悦楽妄想読書のためのキーパーソン＋必読書／ジャンル別 注目人物＋出版社）（黒田一郎＋本誌特別「読書」班名義）                                                                                                   | データハウス『危ない1号』第2巻「特集／キ印良品」1996年4月 |
| 勝手にゴミュニケーション | データハウス『危ない1号』第2巻「特集／キ印良品」1996年4月 |
| 渋谷界隈で急増する“強姦チーム”幹部インタビュー（リポート／村崎百郎＋本誌特別取材班） | データハウス『危ない1号』第2巻「特集／キ印良品」1996年4月 |
| 村崎百郎インタビュー「ゴミをやって16年」スカベンジャー村崎百郎のゴミ漁りに同行する!! | 交通新聞社『散歩の達人』1996年5月号（特集：東京ゴミニズム宣言） |
| STAGE-0 バチ当たり 史上最悪のキャンパス・マガジン『突然変異』の受難 レイアウターが自殺未遂!? キリンにいいとこ見せたくて ──ロリコン／スカトロ──大変態時代 お岩の呪い 史上最低のゲス海外旅行雑誌『エキセントリック』そして東京公司……（対談／青山正明×村崎百郎） | 鬼畜ナイト実行委員会『別冊・危ない1号』Vol.1「鬼畜ナイト―新宿でいちばんイヤ～な夜」（データハウス 1996年8月）                                                                                 |
| 鬼畜ナイト番外編 電波講釈の巻（対談／青山正明×村崎百郎） | 鬼畜ナイト実行委員会『別冊・危ない1号』Vol.1「鬼畜ナイト―新宿でいちばんイヤ～な夜」（データハウス 1996年8月）                                                                                 |
| ネットと性欲 | BNN『Creator's Cafe File '96』1996年8月1日発行 |
| タイトル不明 | 松竹事業部『Fetish フェティッシュ』1996年12月21日発行（パンフレット） |
| 解説文／タイトル不明 | ふくしま政美＋滝沢解『QJマンガ選書05 女犯坊 第1部』（太田出版／1997年） |
| 『クラッシュ』大いなる変態のバラード | 早川書房『SFマガジン』1997年3月号「特集：J.G.バラード」 |
| タイトル不明 | INFAS『STUDIO VOICE』1997年8月号特集「特選《永遠の名盤》ガイド」 |
| インタビュー「東京のプライバシー」を漁る お宅のゴミもこの男に狙われている | 新潮社『FOCUS』1996年9月18日号 |
| 【電波系手記】俺のからだは誰のもの | 宝島社『別冊宝島281 隣のサイコさん―電波系からアングラ精神病院まで』1996年10月 1999年12月に宝島文庫化、2006年1月に新装文庫化                                                                   |
| キチガイの将来 | 青土社『imago』1996年12月号「特集：≪こころ≫はどこへ行くのか」 アスペクト編『村崎百郎の本』2010年11月                                                                                          |
| 「アルトー」という電波 | 青土社『ユリイカ』1996年12月号「特集＝アントナン・アルトー」 アスペクト編『村崎百郎の本』2010年11月                                                                                           |
| 鬼畜カルチャーの仕掛け人が語る欲望の行方（対談／青山正明×村崎百郎） | 扶桑社『SPA!』1996年12月11日号 |
| とっても鬼畜なプラトニック・デート | INFAS『STUDIO VOICE』1996年12月号 |
| インタビュー | 白夜書房『インターネットマニア』1997年2月号 |
| 物語「パープル・ナイト」 | アスペクト編『村崎百郎の本』2010年11月 河出書房新社『文藝』1997年春季号（2月） |
| 特集6 電波系のサイコロジー「電波系の人は幸いだと考えた方がいいのかな?」「金払わずに衛星放送聴いたと思えばいい。」（対談／香山リカ×村崎百郎） | 同上 |
| 罪はあっても罰がない工員兼鬼畜ライター（対談／高須基仁×村崎百郎） | 辰巳出版『実話プレス』1997年2月号 高須基仁『エロス・ジャンキー究極対談』（リム出版新社・1999年11月）                                                                                          |
| 神話を取り込み、そして自らが神話になってしまった物語 （黒田一郎名義） | INFAS『STUDIO VOICE』1997年3月号 |
| 高須基仁×森園みるく×村崎百郎フォーカスパビリオン 158回 鬼畜な三人がガイドする「ヨーロッパ拷問展」 | 新潮社『FOCUS』1997年4月23日号 |
| 電波兄弟の赤ちゃん泥棒（村崎百郎×木村重樹） | INFAS『STUDIO VOICE』1997年6月号 - 1999年6月号（全25回） |
| 汚物童子・村崎百郎の勝手に清掃局 新・隣の美女が出すゴミ | ミリオン出版『GON!』1997年6月号 - 1999年5月号 |
| 村崎百郎6万字インタビュー | 解放治療所『解放治療』創刊号 1997年6月 ※尾崎未央と多田遠志のミニコミ誌 |
| ゴミ漁り歴18年・ダストハンター村崎百郎インタビュー 「あんたのゴミで生理日から性生活までお見通しだぜ!」 | オークラ出版『ストーカー完全対策ファイル』1997年6月 |
| 物語「メリオ」 | 河出書房新社『文藝』1997年夏季号（8月） |
| 〈隠された物語〉 | 永瀬唯編『ターミナル・エヴァ新世紀アニメの世紀末』水声社 1997年8月 |
| 談会良縁ニュース（通称）幻の名盤解放同盟×村崎百郎 | 幻の名盤解放同盟『夜、因果者の夜』ペヨトル工房 1997年8月 |
| 思い出の鬼畜せんずりインタビュー 村崎百郎リプライズ | 幻の名盤解放同盟『夜、因果者の夜』ペヨトル工房 1997年8月 |
| 大地球肛門性愛時代宣言 101人目のアナルセックス | データハウス『危ない1号』第3巻「特集／快感」1997年9月 |
| 村崎百郎・尻穴処女喪失体験記 | データハウス『危ない1号』第3巻「特集／快感」1997年9月 |
| カンチガイするなよ! 俺たちには“現場”しかない | データハウス『危ない1号』第3巻「特集／快感」1997年9月 |
| 連載祈願! 百郎のほがらか読書日記 政治的に正しくない迷著たち（第1回） | データハウス『危ない1号』第3巻「特集／快感」1997年9月 |
| 超訳／これからは、現実のオンナを味わうんだ──オレは全く凝りちゃいないぜ── （原文・佐川一政／鬼畜語跳躍・村崎百郎） | データハウス『危ない1号』第3巻「特集／快感」1997年9月 |
| 勝手にゴミュニケーションⅢ | データハウス『危ない1号』第3巻「特集／快感」1997年9月 |
| 第九講ゴミ漁り想像力補完計画（談話／岡田斗司夫×村崎百郎） | 岡田斗司夫『東大オタク学講座』講談社 1997年9月 |
| 「12チャン」的なものの存在意義 | 洋泉社『映画秘宝』Vol.9 1997年10月25日発行 |
| カマ掘りの快感とコントロール妄想 | 思潮社『現代詩手帖』1997年10月号 |
| そうかジジイ、やっと死んだか、良かったな | 青土社『ユリイカ』1997年11月号「特集＝バロウズのいない世界」 アスペクト編『村崎百郎の本』2010年11月                                                                                           |
| バロウズ爺さんの尻の穴を拡げるとインターゾーンの風景が現れる（座談会／木村重樹×清水アリカ×村崎百郎） | 河出書房新社『文藝』1997年11月号 |
| 気持ち悪いことは、何て気持ちがいいんだろう | 切通理作編『ぼくの命を救ってくれなかったエヴァへ』三一書房 1997年12月 |
| 俺の読者に贈るコトバ 電波ファンレターの練習問題 | 宝島社『別冊宝島356実録!サイコさんからの手紙ストーカーから電波ビラ、謀略史観まで!』1998年1月 （文庫版『あなたの隣の電波さん』未収録）                                                         |
| イアン・ケルコフ“WASTED!”（対談／バクシーシ山下） | アップリンク『DICE』23号（1998年1月1日発行） |
| 解説文／タイトル不明 | 白川まり奈『QJマンガ選書10 侵略円盤キノコンガ』太田出版 1998年2月 |
| 電波系的妄想身体論（または純粋妄想批判） | 巽孝之監修『身体の未来』（トレヴィル）1998年3月 |
| 村崎百郎の快楽パチンコ盤面シャワー ～漫画バチンカー読者に送る世の中が見えてくる教養講座～ | 白夜書房『漫画パチンカー』1998年4月号 - 2000年3月号連載（全24回） |
| アンケート | 河出書房新社『文藝』1998年夏季号特集「なぜ人を殺してはいけないのか?」 |
| コズミック・トリック・スター（対談／鏡リュウジ×村崎百郎） | INFAS『STUDIO VOICE』1998年5月号 |
| 「とんでもねえ本」について | 『双葉社好奇心ブック2 悶絶怪ブックフェア』1998年6月 |
| 性犯罪をエロマンガのせいにするな! 良識派のクズ善人に怒りの〝毒文〟 | KKベストセラーズ『ベストの本3 SEXYコミック大全』1998年8月1日発行 |
| 怪談は転生する（対談／京極夏彦×村崎百郎） | 青土社『ユリイカ』1998年8月号増刊「怪談」 |
| 溶解する肉体と異界の産声 『キングダム』と伊藤潤二 | INFAS『STUDIO VOICE』1998年8月号58ページ |
| 何がリアルなのか⁉ ～人間の暗黒とミステリー～（京極夏彦あなたは誰ですか？） | INFAS『STUDIO VOICE』1998年8月号60～61ページ |
| 帯推薦文「ふだん人権だ何だって偉そうにチョーシこいてる人間どもが、圧倒的に理不尽な暴力の前にいともたやすく無惨にポンポン死んでいくのが小気味良くってたまんねえ。」                                                                                            | 友成純一『電脳猟奇』ぶんか社 1998年9月 |
| コメント「ゴミは裁断、さもないと フリーライターの村崎百郎さん」 | 朝日新聞社『朝日新聞』1998年11月5日朝刊 |
| タイトル不明 | 鶴岡法斎『ガラクタ解放戦線』イーハトーヴ出版 1999年1月 |
| 総論 | キネマ旬報社『キネマ旬報』1999年2月上旬号「和製ホラー特集」（NO.1276） |
| 終末論という“電波” | 青土社『ユリイカ』1999年2月号「特集＝終末論」 |
| 50年代SFの幻視者たち20＋α「クリフォード・D・シマック」 | 早川書房『SFマガジン』1999年2月号「特集：50年代SFの幻視者たち20＋α」 |
| 物語「情熱」 | 河出書房新社『文藝』1999年春季号（2月） |
| 物語「フリークス・キラー」 | ぶんか社『ホラーウェイヴ』2号（1999年3月20日発行） |
| インタビュー「時代を腐敗させろ」 | 地引雄一編『イーター』Voｌ.6「特集／ノイズ・ジャパン」1999年3月 |
| 「世紀末鬼畜放談」犯罪者のための脳内革命読むだけで心が腐る! 鬼畜エリートになるための鬼畜講話 第1回 | データハウス『危ない28号』第3巻 1999年3月 |
| 巻頭総論 復讐という生きがいを求めて 鬼畜流復讐のススメ | データハウス『危ない28号』第4巻 1999年6月 |
| 「世紀末鬼畜放談」犯罪者のための脳内革命 読むだけで心が腐る! 鬼畜エリートになるための鬼畜講話 第2回 | データハウス『危ない28号』第4巻 1999年6月 |
| 書評『イエスの墓』リチャード・アンドルーズ+ポール・シェレンバーガー | INFAS『STUDIO VOICE』 1999年6月号 |
| 電波兄弟の赤ちゃん泥棒 特別番外篇『赤泥』の取材を終えて（対談／村崎百郎×木村重樹） | INFAS『STUDIO VOICE』1999年7月号 |
| 村崎百郎の魁・鬼畜塾 | ミリオン出版『GON!』1999年7月号 - 2001年5月号 |
| 書評『ちびくろさんぼのおはなし』ヘレン・バナーマン | INFAS『STUDIO VOICE』1999年9月号 |
| 妄想ドラマ観賞のススメ | ミリオン出版『別冊GON! 平成タコTV』（1999年10月） |
| 電波兄弟の赤ちゃん泥棒 特別番外篇その2（対談／村崎百郎×京極夏彦） | INFAS『STUDIO VOICE』1999年12月号 |
| きょうごくのせかい其の四 資質「本読みの病い」と京極夏彦 | ミリオン出版『別冊GON!』VOL.2 / 2000年1月 |
| コメント「たまげたぜ!」 | 株式会社オズ/有限会社オムロビクチャーズ『発狂する唇』2000年2月（パンフレット） |
| 中原昌也が提示する、言い知れぬ“不快感”の是非 | 宝島社『別冊宝島496いまどきの「ブンガク」』2000年3月 |
| 書評『どすこい (仮)』京極夏彦 | INFAS『STUDIO VOICE』2000年4月号 |
| 総力アンケート ねこぢるの魅力は何ですか? | 河出書房新社『文藝』2000年夏季号特集「ねこぢる。」5月1日発行 |
| 愛しさあまって、暴力1000000倍! | アスペクト『特集アスペクト83 恋愛映画1000』2000年7月 |
| 世紀末電波ブックリスト序章 | データハウス『データハウス1号』第1巻 2000年7月 |
| 社会派くんがゆく!（対談／唐沢俊一×村崎百郎） | アスキー『ウルトラグラフィクス』創刊号（2000年9月） - 9号 |
| 村崎百郎の妄想インターネット 便所の底からコンニチワ! 第1回 | MaD編/KOOL監修『コンピュータ悪のマニュアル2000』データハウス 2000年9月 |
| 書評『台湾論』小林よしのり | INFAS『STUDIO VOICE』2001年1月号 |
| 書評『野坂昭如コレクション1～3』野坂昭如 | INFAS『STUDIO VOICE』2001年4月号 |
| 仰げば尊し、ペヨトル工房 | 今野裕一『ペヨトル興亡史―ボクが出版をやめたわけ』冬弓舎 2001年7月 |
| 書評『夜啼きの森』岩井志麻子 | INFAS『STUDIO VOICE』2001年9月号 |
| 電波兄姉の赤ちゃん泥棒 RETURNS 会田誠一家VS村崎百郎＋森園みるく（座談会／会田誠×岡田裕子×村崎百郎×森園みるく） | 美術出版社『美術手帖』2001年10月号 |
| 「テロ事件はエロ事件」または「宮崎駿と宮﨑勤の間に」 | INFAS『STUDIO VOICE』2001年12月号 |
| 非追悼 青山正明――またはカリスマ・鬼畜・アウトローを論ずる試み | 太田出版『アウトロー・ジャパン』創刊号 2002年1月 |
| 書評『クール』古処誠二 | INFAS『STUDIO VOICE』2002年6月号 |
| 書評『ロバート・クラムBEST』ロバート・クラム | INFAS『STUDIO VOICE』2002年10月号 |
| なまけたろうの絵本おかえり。 | 作・ほんやら堂／絵・ももたあゆ／文・ほしのあゆみ『なまけたろうの絵本おかえり。』白夜書房 2004年7月                                                                                            |
| 村崎百郎の鬼畜ゼミナール | 三才ブックス『サイド・フリーク』vol.1（2004年9月1日発行） |
| 笑いは余裕! それがないと強くなれない（『ホモ・ルーデンス』『華氏911』『まぼろしの市街戦』） | INFAS『STUDIO VOICE』2004年12月号 |
| インタビュー「フェッチの入り口」 | ミリオン出版『別冊GON!増刊 パワフル』18号（2005年2月） |
| 今こそ「鬼畜」になれ! 「アングラ／サブカル」が必要なわけ | INFAS『STUDIO VOICE』2006年12月号 |
| 妄想鬼畜放談 | サン出版『マガジンウォーZ』創刊号／2007年8月号 – 2010年8月号? |
| 村崎百郎の世界の猟奇事件ベスト10 | 徳間書店『不思議大陸アトランティア発動編』2009年4月 |
| コメント「私は見た! 京極夏彦の謎と不思議」 | メディアファクトリー『ダ・ヴィンチ』2010年4月号 |

## 関連人物
- 根本敬 - 共著の書籍『電波系』がある。
- 青山正明 - 村崎の造形デザインに協力している。
- 京極夏彦 - 高校の後輩であり、雑誌の企画で対談も行った。
- 唐沢俊一 - 『社会派くんがゆく!』という対談企画を10年近く行なっていた。
- 宇川直宏 - 村崎とは90年代より交流があり『電波系』の表紙デザインも担当した。
- 町山智浩 - 『宝島30』初代編集長。村崎とは根本を通して面識があり、宇川が主宰するDOMMUNEの追悼番組にも出演した。
- 今野裕一 - ペヨトル工房主宰。村崎の師匠筋にあたる。
- 木村重樹 - ペヨトル工房の同僚であり、共著の書籍『電波兄弟の赤ちゃん泥棒』がある。
- 柳下毅一郎 - ペヨトル工房時代の村崎（当時は黒田一郎）と翻訳の仕事を通じて面識があった。
- 森園みるく - 村崎の妻であり、森園の漫画原作も担当していた。
- 岡田斗司夫 - 東京大学教養学部の「オタク文化論ゼミ」に出演したことがあり、講義の内容が『東大オタク学講座』として書籍化されている[38]。
- 尾崎未央＋多田遠志 - 1997年にミニコミ誌『解放治療』を主宰し、6万字に及ぶ最長インタビューを行う[39]。共著に『村崎百郎の本』がある。

### ニュースサイト
- “凶刃に倒れし鬼畜を乗せた『村崎百郎の本』という棺”. とみさわ昭仁.  エキサイトニュース (2010年12月27日). 2017年7月3日閲覧。
- “鬼畜ライター・村崎百郎の世界を、伊東の怪しい秘密基地「まぼろし博覧会」内に再現!”.  ダ・ヴィンチニュース (2014年4月30日). 2017年7月3日閲覧。
- “伝説の鬼畜ライター「村崎百郎」の記念館が完成! 妻・森園みるくが語る“鬼畜”の素顔”. 佐藤勇馬.  メンズサイゾー (2014年6月8日). 2017年7月3日閲覧。
- “除霊師は見た! 殺害された“鬼畜ライター”村崎百郎氏の自宅で発生する心霊現象と呪いの人形!”. 深月ユリア.  TOCANA (2014年8月25日). 2017年7月3日閲覧。
- “村崎百郎は自分の死を予言していた! 妻・森園みるくが描く衝撃エッセイ『私の夫はある日突然殺された』”. 佐藤勇馬.  メンズサイゾー (2017年4月6日). 2017年7月3日閲覧。
- “マンガ家・森園みるくが激白、“鬼畜ライター”村崎百郎刺殺事件の真実! 憑依、幽体離脱、魔術訓練…死は予見されていた!?”. 深月ユリア.  TOCANA (2017年9月28日). 2017年9月29日閲覧。

### 追悼文
- 京極夏彦の追悼文 - 京極夏彦・大沢在昌・宮部みゆき公式ホームページ『大極宮』
- 根本敬の追悼文 - 根本敬公式サイト
- 元ペヨトル工房の同僚編集者による追悼文 - Facebook
- 黒田一郎（村崎百郎）を想う - はてなブログ
- 村崎百郎と黒田一郎（尾崎未央） - 読売新聞
- 村崎さんへ（多田遠志） - 多田遠志公式サイト
- 『人生解毒波止場』文庫版解説（町山智浩） - 町山智浩公式サイト